# Parti de l'espoir pour le développement national
Le Parti de l'espoir pour le développement national (PEDN) est un parti politique guinéen crée en 2009 par  Lansana Kouyaté. 
C'est l'un des 24 partis ayant participé à l'élection présidentielle de 2010 en Guinée. Son candidat en tête de liste  Lansana Kouyaté, ancien Premier ministre guinéen, est éliminé au 1er tour, avec 18,25% des suffrages. Le PEND s'allie avec Alpha Condé du RPG arc-en-ciel, où Kouyaté devient vice-président et contribue largement à la victoire de son allié en 2010,.
Face aux promesses non tenues par Alpha Condé, il rejoint l'opposition en 2011.
Le PEDN participe au élection législative de 2013 d'après le président du parti "Si on est à l'Assemblée, on peut être plus efficace dans ce combat contre la fraude électorale"  dit il.
En 2015 Lansana Kouyaté Le leader du Parti de l’espoir pour le développement national (PEDN) se présente une seconde fois au élection présidentielle mais se fait de nouveau battre par ces concurrents cette fois ci avec à peine 1% des suffrages électorale.
Le 25 janvier 2025, Lansana Kouyaté a été réélu à la présidence du parti lors du congrès.